# الدوري الآيسلندي لكرة اليد
الدوري الآيسلندي لكرة اليد (Olís deildin) هو الدوري الرئيسي لكرة اليد للمحترفين في آيسلندا. يدار من قبل اتحاد كرة اليد الآيسلندي. تأسس في سنة 1939، ويتكون حاليا من قبل 8 فرق.